# Dynamene curalii
Dynamene curalii är en kräftdjursart som beskrevs av David Malcolm Holdich och Harrison 1980. Dynamene curalii ingår i släktet Dynamene och familjen klotkräftor. Inga underarter finns listade i Catalogue of Life.